# Hamburger Concerto
Hamburger Concerto – czwarty album studyjny holenderskiego zespołu rockowego Focus, wydany w 1974 roku. Przedostatni wielki album starego składu grupy i przedostatni z Janem Akkermanem na gitarze. 

## Lista utworów
Album zawiera utwory:
1. „Delitae Musicae” – 1:13
2. „Harem Scarem” – 5:52
3. „La Cathedrale De Strasbourg” – 4:59
4. „Birth” – 7:46
5. „Hamburger Concerto” – 20:19 
  1. „Starter”
  2. „Rare”
  3. „Medium I”
  4. „Medium II”
  5. „Well Done”
  6. „One For The Road”

Bonus (edycja CD): 
1. „Early Birth” – 2:54[5]

## Twórcy
Twórcami albumu są:
- Thijs van Leer – keyboard, flet poprzeczny, śpiew
- Jan Akkerman – gitara
- Bert Ruiter – gitara basowa
- Colin Allen – perkusja